# Philornis cinnamomina
Philornis cinnamomina är en tvåvingeart som först beskrevs av Stein 1918.  Philornis cinnamomina ingår i släktet Philornis och familjen husflugor. Inga underarter finns listade i Catalogue of Life.